# Хэпин (Шэньян)
Хэпи́н (кит. упр. 和平, пиньинь Hépíng) — район городского подчинения города субпровинциального значения Шэньян (КНР). Здесь находится политический и деловой центр Шэньяна.

## История
Эти земли начали застраиваться с XVIII века, и в XIX веке эта территория была уже довольно развитой.
После Второй мировой войны Шэньян в административном плане был разделён на 22 района. После того, как в 1948 году город перешёл под контроль коммунистов, старые 22 района были слиты в 8. Одним из этих восьми районов и стал район Хэпин.

## Административное деление
Район Хэпин делится на 13 уличных комитетов.

## Достопримечательности
- Мемориал в честь освобождения Маньчжурии
- Парк Улихэ
- Парк Наньху